# Otto Ruff
Otto Ruff (Schwäbisch Hall, 12 de diciembre de 1871 - Breslavia, 17 de septiembre de 1939) fue un químico alemán.

## Biografía
Otto Ruff nació en la localidad de Schwäbisch Hall en 1871. Tras recibir la formación elemental en su ciudad natal, estudió farmacia bajo la supervisión de Carl Magnus von Hell (conocido por la halogenación de Hell-Volhard-Zelinsky) en la Universidad de Stuttgart entre los años 1889 y 1891. Después de este período de formación, amplió sus conocimientos trabajando en Cuvet, Hamburgo, Berlín y Londres.
En 1894, se incorporó al grupo de Hermann Emil Fischer en la Universidad Humboldt de Berlín, donde completó su formación química para lograr su título de farmacéutico. En 1897 consiguió el doctorado bajo la dirección de Oskar Piloty, antiguo pupilo y colaborador de Fischer. Tras doctorarse, Ruff trabajo como asistente en el laboratorio de Fischer. Fischer era conocido por su trabajo con carbohidratos y, con él, Ruff comenzó a desarrollar su carrera en el campo de la química orgánica.
En 1901, Ruff publicó su trabajo titulado Síntesis de azúcares: un nuevo método para la degradación de aldosas. La reacción descrita en este trabajo se conoce actualmente como degradación de Ruff.
Debido a la carencia de expertos en química inorgánica en las universidades europeas de la época, Hermann Emil Fischer hizo que algunos de sus alumnos más brillantes perfeccionar sus conocimientos en dicha rama de la química. Uno de estos alumnos fue el propio Otto Ruff, que se trasladó al Laboratorio Ostwald de Leipzig con ese fin. En 1903, después de ampliar su formación inorgánica, Ruff fue ascendido a profesor asociado y nombrado supervisor del departamento de química de la Universidad Humboldt de Berlín.
Entre los años 1902 y 1904, Ruff ayudó a diseñar el interior y el equipamiento del edificio del departamento de química de la Universidad Técnica de Danzig. A partir de 1904, Ruff llegó a ser director del departamento de química inorgánica y decano de la facultad de química de dicha universidad.
En 1916, Ruff se trasladó a Breslavia donde trabajó de profesor titular hasta 1939. El motivo por el que Ruff abandonó Danzig fue por los persistentes problemas de suministro eléctrico en el edificio del departamento de química, que impedía el desarrollo sus investigaciones con normalidad. Durante su estancia en Breslavia, Ruff colaboró habitualmente con la industria de Silesia y fue durante mucho tiempo el presidente de la rama silesiana de la Asociación de Químicos Alemanes. Entre los años 1933 y 1935 fue vicepresidente de la Sociedad Alemana de Química, sociedad que tres años antes (1930) le había otorgado la prestigiosa medalla Liebig.

Otto Ruff contrajo matrimonio en 1902 con una farmacéutica, Meta Richter, con la que tuvo tres hijos
Otto Ruff falleció en el año 1939. Sus últimos años de enseñanza fueron complicados por culpa de un profesor asociado llamado Helmut Hartmann, perteneciente al partido Nazi.

## Producción científica
Otto Ruff publicó 290 artículos científicos y dos libros. Dichos libros se titulan The Chemistry of Fluorine (La química del flúor, publicado en 1920 por Springer Verlag, Berlín) y Introduction to Chemical Practicum (Introducción a la práctica química, publicado en 1926 en Leipzig, segunda edición en 1937). Los artículos científicos de Otto Ruff abarcan temáticas que incluyen la química de azúcares, química del flúor, química de altas temperaturas, electrólisis de sales fundidas, plásticos, carburos y explosiones mineras.
Tras la muerte de Henri Moissan en 1907, Otto Ruff fue reconocido como una de las principales autoridades a nivel mundial en el campo de la química del flúor y en la química de altas temperaturas.
Ruff obtuvo y estudió el hexafluoruro de uranio (UF6), un compuesto cuya alta volatilidad (punto de ebullición = 57 °C) permite la separación de los isótopos 235U y 238U.
Otto Ruff es considerado uno de los protagonistas de los avances de la química inorgánica durante las primeras décadas del siglo XX, junto con Svante Arrhenius, Henri Moissan y Alfred Werner.